# Alex Abella
 (mars 2019).
Si vous disposez d'ouvrages ou d'articles de référence ou si vous connaissez des sites web de qualité traitant du thème abordé ici, merci de compléter l'article en donnant les références utiles à sa vérifiabilité et en les liant à la section « Notes et références ».
Pour les articles homonymes, voir Abella (homonymie).
Alex Abella, né en 1950 à La Havane à Cuba, est un journaliste et écrivain américain, auteur de roman policier.

## Biographie
Sa famille quitte Cuba après le débarquement de la baie des Cochons alors qu'il a 10 ans pour s'installer à New York. En 1968, il obtient une bourse Pulitzer pour faire des études à l'université Columbia. Il en sort diplômé en 1972. Il travaille pour le magazine Ticketron Entertainment, puis pour le San Francisco Chronicle en 1975. Il est embauché en 1978, comme producteur de l'émission Ten O'Clock par la station de télévision KTVU. Il y effectue différents reportages qui lui valent d’être nommé pour l'Emmy Award en 1982. Pour Pacific News, il suit la guerre civile du Salvador.
Il s'installe à Los Angeles où, pendant sept ans, il est traducteur en langue espagnole pour la Los Angeles County Superior Court (en). Il collabore également avec le Los Angeles Times et le Huffington Post.
En 1991, il publie son premier roman Le Massacre des Saints (The Killing of the Saints). C'est le début d'une série mettant en scène Charles Morell, un ancien avocat devenu détective privé. La série se poursuit avec Dead of Night et Le Dernier Acte (Final Acts).
En 1997, son deuxième roman, The Great American raconte l'histoire de William Alexander Morgan, un Américain qui combat lors de la révolution cubaine contre le dictateur Fulgencio Batista et qui, sous accusation d'être un agent de la CIA, est fusillé le 11 mars 1961.

## Œuvre

### Romans

#### SérieCharles Morell
- The Killing of the Saints (1991)
  - Le Massacre des Saints, La Noire (1992), réédition Folio no 2930 (1997)
- Dead of Night (1998)
- Final Acts (2000)
  - Le Dernier Acte, Série noire no 2706 (2004)

#### Autres romans
- The Great American (1997)
- More Than a Woman (2013)

### Ouvrages non fictionnels
- The Total Banana (1979)
- Shadow Enemies: Hitler's Secret Terrorist Plot Against the United States (2003) (coécrit avec Scott Gordon)
- Soldiers of Reason: The RAND Corporation and the Rise of the American Empire (2008)

## Sources
- Claude Mesplède (dir.), Dictionnaire des littératures policières, vol. 1 : A - I, Nantes, Joseph K, coll. « Temps noir », 2007, 1054 p. (ISBN 978-2-910-68644-4, OCLC 315873251)